# Martin Creed
Martin Creed (Wakefield, Regne Unit, 1968), és un artista britànic.
Les exposicions de Martin Creed s'associen molts cops a la configuració arquitectònica dels espais d'exposició. A les seves obres més conegudes -sales plenes de globus de les quals ha realitzat diverses versions- Creed utilitza la sala d'exposicions com un contenidor i unitat de mesura. Un primer exemple d'això és Work No. 201: Half the air in a given space, 1998, amb globus de molts colors. Des de 1987, Creed numera les seves obres pel que el principi de successió d'una sèrie, idea central de la seva activitat artística, està ja present en els títols. A Work No. 228: All of the sculpture in a collection, 2000, va reunir totes les escultures disponibles en la Southampton City Art Gallery, de Rodin a Whiteread, a una sola sala. En contrast amb l'amplitud d'aquest projecte, Work No. 227: Lights in a room going on and off, 2000, és una sala buida a la que la il·luminació habitual és substituïda per llums intermitents que s'encenen I s'apaguen en intervals de cinc segons. És precisament a través d'aquestes intervencions minimalistes que Creed atreu l'atenció de l'espectador cap a l'entorn físic.
En els seus projectes exteriors, Creed sol utilitzar rètols de neó, com la declaració ambigua però optimista "Everything is going to be alright" que funciona com un missatge irònic tant a la Times Square de Nova York, com a la porta d'un orfenat abandonat al barri londinenc de Hackney. En el seu grup musical Owanda, format per tres membres, en el que el mateix Creed toca la guitarra i el teclat i canta, l'artista demostra clarament l'associació entre el reduccionisme minimalista I l'expressió individual. La forta càrrega emocional de les cançons s'acompanya del ritme repetitiu dels instruments: "from none take one, add one, make none"

## El seu entorn artístic
Si ens centrem en la seva obra, Creed pot semblar abstracte o conceptual, a les entrevistes l'artista es revela com una persona sensiblement interessada per qüestions com l'objectiu de la creació de les obres, o per si el que ell fa interessa o no a l'espectador. A una entrevista Creed explica que solia fer pintures, però que mai no li agradava decidir que pintar. Va decidir parar de pintar i pensar seriosament que significava, i perquè volia fer coses. Creed diu que no treballa com a part de l'exploració conceptual acadèmica de l'art. Sinó que parteix de la idea d'intentar comunicar amb la gent, i per això creu que és una feina emocional.
El treball de Creed és molts cops una petita intervenció al món, fent ús de materials existents. Això no és del tot minimalista i és més probable que estigui influït per l'art mediambiental. Creed creu que ja hi ha prou material al món i no està segur de què se n'hi hagi d'afegir més.